# الأساس البيولوجي للحب
تم إستكشاف نظرية الأساس البيولوجي للحب بواسطة العلوم البيولوجية مثل علم النفس التطوري، وعلم الأحياء التطوري، والأنثروبولوجيا، وعلم الأعصاب.
وقد تم دراسة العديد من النواقل الكيميائية مثل الأوكسيتوسين في سياق أدوارها في إنتاج الخبرة البشرية والسلوكيات التي ترتبط مع الحب.

## علم النفس التطوري
وقد اقترح علم النفس التطوري عدة تفسيرات للحب. يعتمد الأطفال والرضع لفترة طويلة جداً على مساعدة والديهم ولهذا فقد اعتبر الحب آلية لتعزيز الدعم الأبوي للأطفال لفترة زمنية طويلة جداً.
ثمة سبب آخر وهو أن الأمراض المنقولة عن طريق الاتصال الجنسي قد تسبب -من بين آثار أخرى- انخفاض الخصوبة بشكل دائم، وإصابات الجنين، وزيادة المخاطر أثناء الولادة، وهذا من شأنه أن يحبذ العلاقات طويلة الأجل التي تقلل من خطر الإصابة بالأمراض التي تنتقل عن طريق الاتصال الجنسي.
يمكن التحقيق في السلوكيات والتجارب المرتبطة بالحب من منظور علم النفس التطوري من حيث كيفية تشكيلها من قبل التطور البشري. على سبيل المثال يعتقد العلماء أنه قد تم اختيار اللغة البشرية كنوع من «إشارة التزاوج» تسمح للشركاء المحتملين لتحديد اللياقة الإنجابية.
ووصف ميلر علم النفس التطوري على أنه نقطة الانطلاق لإجراء المزيد من الأبحاث «يمكن أن يقوم علم الأعصاب الإدراكي بتوطين تكيفات التودد والمغازلة في المخ، والأهم من ذلك أننا نحتاج إلى ملاحظات أفضل بكثير فيما يتعلق بالمغازلات الإنسانية على أرض الواقع، بما في ذلك الجوانب القابلة للقياس في المغازلة والتي تؤثر في اختيار الرفيق، والعواقب التناسلية (أو الجنسية على الأقل) الناتجة من التباين الفردي في هذه الجوانب، والآليات الاجتماعية والإدراكية والعاطفية للوقوع في الحب» كانت هناك العديد من التكهنات منذ نظرية داروين أن تطور اهتمام الإنسان بالموسيقى هو وسيلة لجذب الشريك المحتمل وتقييم لياقته البدنية. وقد تم اقتراح أن القدرة البشرية على تجربة الحب قد تطورت كإشارة إلى الشركاء المحتملين أن الشريك سيكون أباً جيداً وسيساعد في تمرير الجينات إلى أبناء المستقبل.
وقام عالم الأحياء جيفري غريث بتعريف الحب على أنه «فقدان الذات غير المشروط».
وغالباً ما يتم الإستشهاد بتجارب الشمبانزي القزم لتدعيم الماضي التعاوني بينه وبين البشر.

## كيمياء الأعصاب

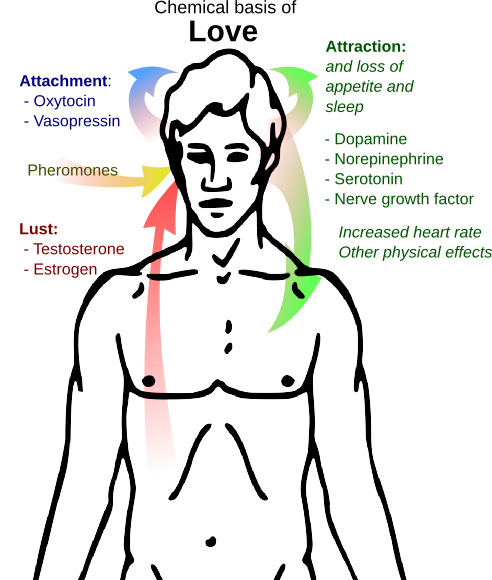
رؤية مبسطة لكيمياء الحب.

وجهة النظر التقليدية في علم الأحياء هي أن هناك ثلاثة محركات رئيسية للحب: الجنس، والتعلق، وتفضيل الشريك.
وتحكم الكيماويات الحيوية الأولية (الناقلات العصبية، الهرمونات الجنسية، والنيوروببتيديس) هذه المحركات وتتمثل هذه الكيماويات في التستوستيرون، والدوبامين، والإستروجين، والأوكسيتوسين، وفاسوبريسين.
تقوم مسارات الدوبامين بتفضيل شريك معين، بينما يقوم كلا من الفاسوبرسين في الشريان الباطني والأوكستوسين في نواة تحت المهاد بتفضيل شريك معين بالإضافة إلى تحديد سلوكيات الارتباط.
يتم التحكم في محرك الجنس عن طريق مستويات الدوبامين، وتلعب الأمينات دوراً حاسماً في تنظيم نشاط الخلايا العصبية في مسارات الدوبامين في الجهاز العصبي المركزي.
يسهم كل من الإستروجين والتستوستيرون أيضاً في هذه المحركات بواسطة تحوير النشاط داخل مسارات الدوبامين، وتبدو مستويات التستوستيرون الكافية مهمة جداً للإناث والذكور من أجل السلوك، كما لا يعد دور النورإبينفرين والسيرتونين مهماً حيث يساهم في إفراز الأوكستوسين والدوبامين في مسارات معينة.
يبدو أن المواد الكيميائية التي تم إفرازها مسؤولة عن الحب العاطفي بينما يعتمد الحب طويل المدى والتعلق بالأنشطة التي يتشارك فيها الشخصان أكثر من طبيعتهم العادية. ويظهر الأشخاص الذين وقعوا في الحب مؤخراً مستويات مرتفعة من الكورتيزول.